# Kellylee Evans
Kellylee Evans, née le 7 février 1975 à Toronto, est une chanteuse de jazz et de musique soul canadienne. Elle est lauréate du prix Juno 2011 dans la catégorie album de jazz vocal de l'année pour son album Nina.

## Biographie
Kellylee Evans, d’ascendance jamaïcaine, est née en 1975 à Scarborough (Ontario), un quartier à l'est de la ville de Toronto au Canada. Elle suit ses études à l'université Carleton, et découvre le jazz un jour où « perdue dans les ascenseurs du Loeb Building, elle découvre le département musique au huitième étage de la tour A ». Elle prépare deux Bachelors of Arts, en droit et en littérature anglaise, avant de commencer une maîtrise de droit en 1997. Elle arrête ses études en 2000 pour se consacrer à une carrière musicale.
En 2001, pendant le Ottawa Jazz Festival, le contrebassiste Lonnie Plaxico l'invite à le rejoindre sur scène avec Ravi Coltrane de manière improvisée. Il lui suggère plus tard de s'inscrire au Thelonious Monk Institute of Jazz.
En 2004, elle gagne le deuxième prix du 25e concours de jazz vocal du Thelonious Monk Institute of Jazz avec Quincy Jones, Dee Dee Bridgewater et Al Jarreau parmi les membres du jury.
En 2006 elle sort Fight or Flight?, son premier album, pour lequel elle est nommée au prix Juno et au prix Gemini 2007. Elle remporte le prix de Meilleure artiste féminine de l’année aux Canadian Smooth Jazz Awards 2007.
L'album Nina, récompensé dans la catégorie album de jazz vocal de l'année au Juno 2011, est inspiré par la vie et l’œuvre de Nina Simone. Il sort en 2010, la même année que l'album The Good Girl, alors que Kellylie Evans consacre son temps à l'instruction à domicile de ses trois enfants en bas âge.
Lors de ses premières tournées internationales elle est présentée en première partie des concerts de George Benson, Tony Bennett, Chris Botti, Dianne Reeves, Maceo Parker, Derek Trucks et du groupe Sharon Jones and the Dap Kings (en).
Le 8 juin 2013, Kellylee Evans est électrisée par une décharge de foudre alors qu'elle travaille chez elle. Les séquelles de cet accident l'obligent durant sa tournée internationale de l'été 2013 à se déplacer en fauteuil roulant et à chanter assise. S'ensuit une longue période de convalescence avant la réalisation d'un nouvel album, Come On, en novembre 2015.
Juste avant la parution de cet album, Kellylee Evans fait une chute accidentelle dans sa douche, un grave traumatisme cranien qui réveille les symptômes de son électrocution, et l'obligera à rester allongée puis totalement inactive pendant deux ans. Son amie et chanteuse Amanda Martinez organise alors un concert de soutien et lance une campagne de don en ligne pour financer ses soins et dépenses familiales et personnelles, elle réussit à récolter plus de 32 000 $.
À l'été 2017, Kellylee Evans peut enfin remonter sur scène avec une formation acoustique pour présenter son album, en se limitant à quelques dates au Canada. Elle devient artiste en résidence à la School for Studies in Art and Culture de l'université Carleton à Ottawa, où elle produit une série de conférences artistiques.
L'album Come On est nommé dans la catégorie album de jazz vocal de l'année au Juno 2018.
Elle participe en 2018 à plusieurs festivals au Canada, ainsi qu'à l'opéra de marionnettes Sleeping Rough de Roddy Ellias (en) lors du festival Music and Beyond (en) d'Ottawa.
Elle a fait son premier concert de retour en France le 16 mai 2019 lors du Festival Jazz à Saint-Germain-des-Prés Paris, avec deux autres concerts en France en octobre 2019 et une tournée en France du 6 mars 2020 au 30 avril 2020.

## Apparitions à l'écran
- 2006 : Getting Along Famously (en), épisode 1-03 Toucha My Hand, 20 janvier 2006.
- 2008 : Heartbeat (en), série TV britannique, saison 1 épisode 12 : Kellylee Evans: Fight or Flight?[16], dans son propre rôle.
- 2011 : 4 Square (en), série TV canadienne, en tant que chanteuse[17].

## Discographie
En solo :
- 2006 : Fight or Flight? (Enliven! Records)
- 2010 : The Good Girl (Enliven! Records)
- 2010 : Nina (Plus Loin Music)
- 2013 : I Remember When (Digital Distribution Chad)
- 2015 : Come On (Blue Note Records)

Participations :
- 2003 : Independence, Kobo Town (Abatina, Beautiful Soul, Higher Than Mercy)
- 2007 : The Gospel Christmas Project, CBC Records (The First Noel, God Rest Ye Merry Gentleman, Oh Holy Night)
- 2008 : Dancing Alone: Songs of William Hawkins, True North Records (Merry Go Round)
- 2009 : Jane Bunnett : Embracing Voices, Mis Records (Sway, Kaleidoscope Serafina, The Only One). Récompensé par le prix Juno 2009 dans la catégorie Album de jazz contemporain.
- 2010 : Shamik : Nomadic Injections, Dynamiknoize Records (Lost)
- 2011 : The Manhattan Connection, Songs of Jose Mari Chan (I Have Found My World In You, Easier Said Than Done
- 2001 : Ottawa for Haiti, Ottawatonite (Still I Rise)
- 2012 : Northern Faction 5, Balanced Records (Lost - Rise Ashen Remix)
- 2018 : interprète du thème principal de la série animée pour enfants Esmé & Roy du Sesame Workshop[18]

## Récompenses et distinctions
- 2004 : Thelonius Monk International Jazz Vocals Competition – 2004, deuxième place[5].
- 2006 : Barnes & Noble Discover New Artists pour l'album Fight or Flight[19]
- 2006 : nommée aux Toronto Independent Music Awards[20]
- 2007 : nommée aux Gemini Awards dans la catégorie Best Performance or Host in a Variety Program or Series pour l'album Fight or Flight?
- 2007 : nommée au prix Juno dans la catégorie Vocal Jazz Album of the Year'' pour l'album Fight or Flight?
- 2007 : Canadian Smooth Jazz Award dans la catégorie Female Vocalist of the Year.
- 2011 : prix Juno dans la catégorie Vocal Jazz Album of the Year pour l'album Nina[4].
- 2017 : nommée au prix Juno pour l'album I Remember When dans la catégorie Vocal Jazz Album of the Year
- 2018 : nommée au prix Juno pour l'album Come On dans la catégorie Vocal Jazz Album of the Year